# Kamp Krustier
Kamp Krustier (El Kampamento de Krusty en Hispanoamérica y Kampamento Krusty en España) es un episodio perteneciente a la vigesimoctava temporada de la serie animada Los Simpson, emitido originalmente el 5 de marzo de 2017 en EE.UU. El episodio fue escrito por David M. Stern y dirigido por Rob Oliver el capítulo es una secuela de Kamp Krusty. El episodio recibió críticas mixtas por parte de los críticos y el público en general los cuales elogiaron la animación pero criticaron su humor y trama, por su parte los fanáticos de la serie respondieron muy negativamente al episodio, quienes criticaron su trama, su diálogos, su humor y los cambios e incongruencias que presentaban a Kamp Krusty.

## Argumento
La historia se desarrolla justo después de los eventos de "Kamp Krusty". Santa's Little Helper sigue el rastro de la ropa de  Homer y  Marge, lo que lo lleva a la casa del árbol de Bart, donde estaban teniendo relaciones sexuales. El Jefe Wiggum y el oficial Lou llegan a la escena, habiendo sido llamados por  Ned. Homer les dice que los niños están bien, antes de mostrarles una postal de Kamp Krusty. La escena cambia al campamento, donde todo está siendo arruinado por Bart y los otros matones.
Los niños traumatizados regresan en un autobús, guiados por  Krusty. Los niños son llevados a terapia y el terapeuta le dice a Marge que vigile a Bart. De vuelta en casa, Bart finge sufrirTEPT e interrumpe la actividad sexual de Homer y Marge. Al día siguiente, Bart se queda en casa viendo la televisión. Con Bart en su cama y sin poder divertirse con Marge, Homer se va temprano al trabajo y descubre lo que sucede cuando la planta de energía está vacía.
Bart tiene una pesadilla del campamento cuando subieron a la canoa y le pidieron ayuda a  Lisa. Homer se vuelve más productivo que nunca y obtiene un aumento de Mr. Burns mientras Bart y Lisa van al parque de atracciones donde pudieron adelantarse en la fila gracias al trauma que sufrieron.
Homer se niega a tener relaciones sexuales con Marge y ella cree que también necesitan la ayuda de un terapeuta que sugiere llevar a los niños a Kamp Krusty, que se transformó en un refugio para adultos llamado Klub Krusty. Bart y Lisa encuentran una cabaña que visitaron después de escapar con la canoa y recuerdan a otro niño con ellos, llamado Charlie, que se cayó en los rápidos y nunca volvió a subir. Marge y Homer se divierten en el club mientras Bart y Lisa informan de la desaparición de Charlie a la seguridad del club, lo que revela que está vivo, y también que Charlie no es un niño, sino una personita.
Durante los créditos, las tomas de los clones de Homer Simpson se muestran en el trabajo mientras un cantante como Barry White se escucha cantando de fondo sobre no querer tener intimidad con el objeto de la canción.